# Viola Reggio Calabria 2016-2017
La Viola Reggio Calabria ha preso parte al campionato di Serie A2 2016-17, classificandosi al quindicesimo posto nel girone Ovest. Si salva ai play-out vincendo per 3-1 contro Chieti.

## Roster
|    | Naz.                                          | Ruolo | Sportivo            | Anno | Alt. |  |  |
| -- | --------------------------------------------- | ----- | ------------------- | ---- | ---- |  |  |
| 1  | Croazia (bandiera)                            | AP    | Armin Mazic         | 1990 | 200  |  |  |
| 9  | Italia (bandiera)                             | P     | Lorenzo Caroti      | 1997 | 185  |  |  |
| 4  | Albania (bandiera)                            | G     | Celis Taflaj        | 1998 | 201  |  |  |
| 10 | Argentina (bandiera) · Italia (bandiera)      | A     | Agustin Fabi        | 1991 | 199  |  |  |
| 22 | Italia (bandiera)                             | P     | Roberto Marulli     | 1991 | 190  |  |  |
| 11 | Italia (bandiera)                             | AC    | Patrick Baldassarre | 1993 | 201  |  |  |
| 20 | Stati Uniti (bandiera) · Danimarca (bandiera) | G     | Alan Voskuil        | 1986 | 191  |  |  |
| 5  | Italia (bandiera)                             | G     | Riccardo Rossato    | 1996 | 193  |  |  |
| 18 | Italia (bandiera)                             | C     | Tommaso Guariglia   | 1997 | 207  |  |  |
| 15 | Stati Uniti (bandiera)                        | AP    | Marcus Gilbert      | 1993 | 196  |  |  |
| 77 | Georgia (bandiera)                            | GA    | Levan Babilodze     | 1998 | 198  |  |  |

- Allenatori: Antonio Paternoster (fino alla 25ª giornata, 19 marzo 2017), sostituito da Domenico Bolignano.[1]

### Giocatori Ceduti a Stagione in Corso
|    | Naz.                                          | Ruolo | Sportivo        | Anno | Alt. |  |  |
| -- | --------------------------------------------- | ----- | --------------- | ---- | ---- |  |  |
| 8  | Stati Uniti (bandiera) · Giordania (bandiera) | G     | Alex Legion     | 1988 | 196  |  |  |
| 19 | Italia (bandiera)                             | GA    | Angelo Guaccio  | 1998 | 193  |  |  |
|    | Italia (bandiera)                             | G     | Matteo Fallucca | 1993 | 196  |  |  |
| 93 | Italia (bandiera)                             | P     | Marco Laganà    | 1993 | 197  |  |  |
| 7  | Italia (bandiera)                             | AG    | Ion Lupusor     | 1996 | 202  |  |  |
| 3  | Croazia (bandiera)                            | AC    | Ivica Radić     | 1990 | 208  |  |  |
|    | Serbia (bandiera)                             | A     | Marko Mićević   | 1989 | 201  |  |  |

## Statistiche

### Statistiche di squadra
| Competizione            | Punti | In casa | In casa | In casa | In casa | In casa | In trasferta | In trasferta | In trasferta | In trasferta | In trasferta | Totale | Totale | Totale | Totale | Totale | Totale |
| Competizione            | Punti | G       | V       | P       | Ptf     | Pts     | G            | V            | P            | Ptf          | Pts          | G      | V      | P      | Ptf    | Pts    | Diff.  |
| ----------------------- | ----- | ------- | ------- | ------- | ------- | ------- | ------------ | ------------ | ------------ | ------------ | ------------ | ------ | ------ | ------ | ------ | ------ | ------ |
| Serie A2 - Girone Ovest | 17    | 15      | 7       | 8       | 1167    | 1160    | 15           | 2            | 13           | 1084         | 1266         | 30     | 9      | 21     | 2251   | 2426   | -175   |
| Play-out                |       | 2       | 2       | 0       | 189     | 158     | 2            | 1            | 1            | 166          | 174          | 4      | 3      | 1      | 355    | 332    | +23    |
| Totale                  |       | 17      | 9       | 8       | 1356    | 1318    | 17           | 3            | 14           | 1250         | 1440         | 34     | 12     | 22     | 2606   | 2758   | -152   |